# Zonbu
Zonbu 是一種環保迷你電腦的構想。2006年由 Grégoire Gentil 和 Alain Rossmann提出的低價電腦構想，並於2007年7月開發完成Beta版。
Zonbu採用Linux作業系統，預先安裝二十套軟體，包括網路瀏覽器、郵件與日曆、多媒體播放等软件。預估售價是99美元。

## 外部連結
- Zonbu official website* （页面存档备份，存于）
- Real Life with the Zonbu Mini-PC （页面存档备份，存于）
- Zonbu First Look Video （页面存档备份，存于）
- Clean Air Cool Planet**
- Climate Trust （页面存档备份，存于）
- Engadget: Zonbu launches subscription-based PC, service plans （页面存档备份，存于）
- Forbes: Hassle-Free PC by Dan Lyons （页面存档备份，存于）